# Дудченко, Михаил Васильевич
Михаил Васильевич Дудченко (р. 1 марта 1958) — казахстанский тренер, Заслуженный тренер Республики Казахстан.

## Биография
М.В. Дудченко занимался лыжными гонками и биатлоном. Мастер спорта СССР.
После окончания в 1982 году Алма-Атинского ИФК работает тренером. В настоящее время – старший тренер сборной Казахстана по биатлону.
Ученики: Инна Можевитина, Ольга Дудченко, Ян Савицкий, Сергей Наумик, Александр Трифонов, Вадим Иванов.

## Семья
- Жена — Татьяна Васильевна Дудченко, бывшая лыжница, заслуженный деятель спорта Республики Казахстан.
- Дочь — Ольга Полторанина, мастер спорта Республики Казахстан международного класса.